# Naturdenkmal Grasbergklippen
Das Naturdenkmal Grasbergklippen mit einer Größe von 0,9 ha liegt nordwestlich von Hachen im Stadtgebiet von Sundern (Sauerland). Das Gebiet wurde 1993 mit dem Landschaftsplan Sundern durch den Hochsauerlandkreis als Naturdenkmal (ND) ausgewiesen.